# Grażyna
Grażyna  è un nome proprio di persona polacco femminile.

## Origine e diffusione
È basato sul termine lituano graži, che significa "bella"; è quindi affine dal punto di vista semantico a Bella, Shayna, Bonnie, Jamil, Specioso, Beau e Callisto.
Il suo uso come nome proprio di persona fu iniziato dal poeta Adam Mickiewicz, per la sua opera del 1823 Grażyna.

## Onomastico
Il nome è adespota, cioè non è portato da alcuna santa. Si può festeggiarne l'onomastico il 1º novembre, giorno di Ognissanti. In Polonia, un onomastico laico è fissato nei giorni 1º aprile e 26 luglio.

## Persone

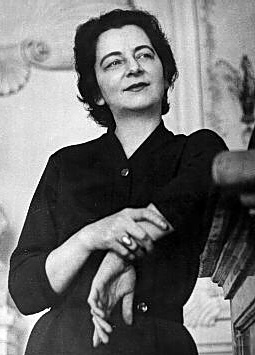
Grażyna Bacewicz

- Grażyna Bacewicz, compositrice polacca
- Grażyna Jaworska, cestista polacca
- Grażyna Miller, scrittrice polacca
- Grażyna Rabsztyn, atleta polacca
- Grażyna Szapołowska, attrice polacca